# Fieseler Fi 168
Die Fieseler Fi 168 war ein 1938 vom Fieseler Flugzeugbau Kassel projektiertes Erdkampfflugzeug.

## Geschichte und Konstruktion
Vom Technischen Amt des Reichsluftfahrtministeriums (RLM) wurde ein Flugzeug zur Erdkampfunterstützung gefordert. Beim Fieseler Flugzeugbau Kassel wurde am 1. September 1938 mit der Konstruktion einer derartigen Maschine begonnen.
Das Projekt wurde bis zum Bau einer gut ausgestatteten Attrappe ausgeführt. Der Rumpf dieser Attrappe war auf der Steuerbordseite offen, um Einblicke in die Innenausstattung zu gewähren. In dem beigefügten Foto sind etliche Details zu erkennen.
Die zweimotorige Maschine sollte als abgestrebter Hochdecker mit zwei Leitwerksträgern ausgelegt werden. Ein schmaler Rumpf war an der Tragfläche aufgehängt, verstrebt mit den Leitwerksträgern und dem breitspurigen Fahrwerk. Unter den beiden Seitenleitwerken befand sich je ein Spornrad. Die Tragfläche war wie beim Fieseler „Storch“ mit Vorflügeln ausgestattet. Die Maschine besaß eine geringe Flächenbelastung. Das alles spricht dafür, dass dieses Flugzeug auch von kleinen Flächen in unwegsamem Gelände aus operieren können sollte.
Der damalige Entwicklungsdirektor Erich Bachem bezeichnete die Fi 168 als „Panzer-Storch“. Worauf sich die Bezeichnung „Panzer“ bezog, ist unklar. Es konnte sich bei dieser Maschine um ein gegen den Beschuss aus Infanteriewaffen gepanzertes Flugzeug und/oder um einen fliegenden „Panzerjäger“ handeln.
In der Attrappe waren zwei starr nach vorn gerichtete Maschinengewehre eingebaut. Die angegebene Zuladung von etwa zwei Tonnen lässt auf den Transport von Abwurfbewaffnung schließen.
Als Antrieb waren zwei Triebwerke Argus As 410 mit je 465 PS vorgesehen.
Die Weiterführung des Projektes wurde auf Anweisung des RLM im September 1939 eingestellt.

## Technische Daten der Fi 168
| Kenngröße             | Daten                                   |
| --------------------- | --------------------------------------- |
| Länge                 | 12,55 m                                 |
| Spannweite            | 20,90 m                                 |
| Flügelfläche          | 13,60 m²                                |
| Nutzlast              | 2018 kg                                 |
| Rüstmasse             | 2612 kg                                 |
| Startmasse            | 4630 kg                                 |
| Marschgeschwindigkeit | 206 km/h                                |
| Höchstgeschwindigkeit | 246 km/h                                |
| Landegeschwindigkeit  | 73 km/h                                 |
| Reichweite            | ca. 450 km                              |
| Triebwerk             | 2 × Argus As 410 mit je 465 PS (342 kW) |